# سانثيا
سانثيا هي بلدية في مقاطعة فرشيلي التابعة لإقليم بييمونتي الإيطالي، تقع على بعد حوالي 50 كيلومتر (31 ميل) إلى الشمال الشرقي من مدينة تورينو وحوالي 20 كيلومتر (12 ميل) شمال غرب مدينة فيرتشيلي.

## السكان
في سنة 1861 بلغ عدد السكان 4٬980 نسمة، وتطور العدد ليصل في سنة 2011 لـ 8٬825 نسمة.
يظهر هذا المخطط البياني تطور النمو السكاني لـ سانثيا

## أعلام
- فرانشيسكو الأول ديستي
- جياني أمبروسيو

## وصلات خارجية
- الموقع الرسمي